# Autochloris dexamene
Autochloris dexamene là một loài bướm đêm thuộc phân họ Arctiinae, họ Erebidae.